# Hongarije op de Olympische Winterspelen 1928
Tijdens de Olympische Winterspelen van 1928, die in Sankt Moritz (Zwitserland) werden gehouden, nam Hongarije voor de tweede keer deel.

## Deelnemers en resultaten

### Langlaufen
| Olympiër       | Discipline | Resultaat | Prestatie |
| -------------- | ---------- | --------- | --------- |
| Gyula Szepes   | 18 km (m)  | dnf       | opgave    |
| Ference Németh | 18 km (m)  | dnf       | opgave    |

### Noordse combinatie
| Olympiër     | Discipline | Resultaat | Prestatie |
| ------------ | ---------- | --------- | --------- |
| Gyula Szepes | mannen     | dnf       | opgave    |

### Schaatsen
| Olympiër      | Discipline | Resultaat | Prestatie |
| ------------- | ---------- | --------- | --------- |
| Zoltán Eötvös | 500 m (m)  | 19e       | 46,8      |
| Zoltán Eötvös | 1500 m (m) | 10e       | 2.27,9    |
| Zoltán Eötvös | 5000 m (m) | 20e       | 9.34,4    |

### IJshockey
| Olympiër | Discipline    | Resultaat | Prestatie                                                                                           |
| --- | ------------- | --------- | --------------------------------------------------------------------------------------------------- |
| Miklós Barcza Frigyes Barna Mátyás Farkas Tibor Heinrich Péter Krempels István Kepuska Géza Lator Sándor Minder Béla Ordódy József de Révay Béla Weiner | ijshockey (m) | 11e       | groepsfase: 0 - 2 Hongarije - Frankrijk 2 - 3 Hongarije - België 0 - 1 Hongarije - Groot-Brittannië |

Argentinië · België · Canada · Duitsland · Estland · Finland · Frankrijk · Groot-Brittannië · Hongarije · Italië · Japan · Joegoslavië · Letland · Litouwen · Luxemburg · Mexico · Nederland · Noorwegen · Oostenrijk · Polen · Roemenië · Tsjecho-Slowakije · Verenigde Staten · Zweden · Zwitserland